# Rocade de Clermont-Ferrand
La rocade de Clermont-Ferrand est un aménagement routier et une rocade permettant de contourner et desservir la ville de Clermont-Ferrand, de même que les communes de son agglomération. Une partie de la rocade de Clermont-Ferrand est composée d'autoroutes A71 (depuis et en direction d'Orléans (A10 direction Paris)) et A75 (depuis et en direction de Béziers ou Montpellier) qui s'y arrêtent.

## Composition
La rocade de Clermont-Ferrand est un ensemble routier hétérogène composé de deux tronçons d'une longueur totale de 21,8 kilomètres : la rocade Est, composée des autoroutes A71 et A75 depuis la gare de péage de Gerzat (ou de Clermont-Barrière) sur l'A71 jusqu'à la sortie n°2 de l'A75 (aussi appelée échangeur de Pérignat-lès-Sarliève), puis la rocade Sud, composée de la route départementale 2089 qui s'étend de l'échangeur de Pérignat-lès-Sarliève jusqu'à la commune de Ceyrat. 

Les deux portions autoroutières sont concédées aux Autoroutes Paris-Rhin-Rhône (APRR) et la RD 2089 est exploitée par le conseil départemental du Puy-de-Dôme.
Les tronçons de la rocade faisant partie de l'A71 et de l'A75 sont à 2×3 voies et le reste de la rocade (RD 2089) est à 2x2 voies. La limitation de vitesse sur toute la longueur de l'aménagement routier est de 110 km/h.

## Histoire
La rocade est constituée de portions routières mises en service en 1987 (A71), 1988 (A75) et en 1996 et 2001 (RD 2089).
Entre fin 2012 et le 21 décembre 2014, la portion de l'autoroute A71 constituant une partie de la rocade Est a été élargie à 2x3 voies pour un coût de 78 millions d'euros.
Les travaux ont nécessité « des emprises supplémentaires », l'élargissement se faisant au-delà de la plate-forme préexistante, et douze ouvrages d'art ont dû être traités
Le 17 mai 2016, le concessionnaire autoroutier Autoroutes Paris-Rhin-Rhône (APRR) a repris l'exploitation de la partie de l'A75 constituant l'autre portion de la rocade Est auparavant effectuée par la Direction Interdépartementale des Routes du Massif Central (DIR MC).
Cette reprise d'exploitation a lancé le processus, similaire à celui de l'A71, de continuation de l'élargissement de la rocade Sud avec la mise à 2x3 voies de l'A75 de septembre 2018 avec une fin prévue à la mi-2021.

## Parcours
Ci-dessous les principales étapes du parcours en débutant au péage de Gerzat : 
Début de la rocade
A71 (Première partie de la rocade Est)   2x3 voies et limitation à 110 km/h
- Péage de Gerzat (ou de Clermont-Barrière) +  14 : Gerzat, Z.I. Ladoux par RD 210
- Échangeur entre A71 et A89-Est : Lyon, Thiers, Saint-Étienne
- 15 : Clermont-Ferrand Quartiers Nord par A710W
- 16 : Clermont-Ferrand Le Brézet / Quartiers Est,  Aéroport de Clermont-Ferrand Auvergne par RD 772
- Échangeur entre A71 et A75 (accès à l'A711 : vers A89 Lyon, Saint-Étienne, Thiers)

A75 (Deuxième partie de la rocade Est)   2x3 voies et limitation à 110 km/h
- 1 : Billom, Cournon-d'Auvergne, La Pardieu par RD 765
- 2 et  3 (échangeur de Pérignat-lès-Sarliève) : Bordeaux par RD, Clermont-Ferrand, La Bourboule et Mont-Dore par RD 2089, Aubière, Cournon-d'Auvergne, Pérignat-lès-Sarliève, Z.I. Cournon, Grande Halle, Zénith par RD 137
- Échangeur entre A75 et RD 2089 (échangeur de Pérignat-lès-Sarliève)

D 2089 (Rocade Sud)   2x2 voies et limitation à 110 km/h
- Carrefour giratoire entre D 2009, D 978 et D 2089 de l'échangeur de Pérignat-lès-Sarliève : A75 sortie  2, RD 978 vers Pérignat-lès-Sarliève et RD 2009 vers Aubière et les quartiers sud de Clermont-Ferrand
- Carrefour giratoire entre D 2089 et D 779a : Déchetterie, Romagnat par Rue Fernand-Forest (RD 779A)
- Carrefour giratoire entre D 2089 et D 3 de Beaumont / Pourliat : Beaumont, Romagnat (RD 3)
- : demi-échangeur vers Ceyrat : Parc d'activités des Cheix, ZAE Champ Madame (centre commercial)
- : demi-échangeur vers l'A75 : Clermont-Ferrand, Limoges, Beaumont
- : Ceyrat, Maison des sports Arténium, Parc de l'Artière, Frontimbert
- D 21 : demi-échangeur vers Ceyrat, Clémensat, Romagnat

Fin de la rocade : la RD 2089 passe à 2x1 voie.

## Galerie photographique

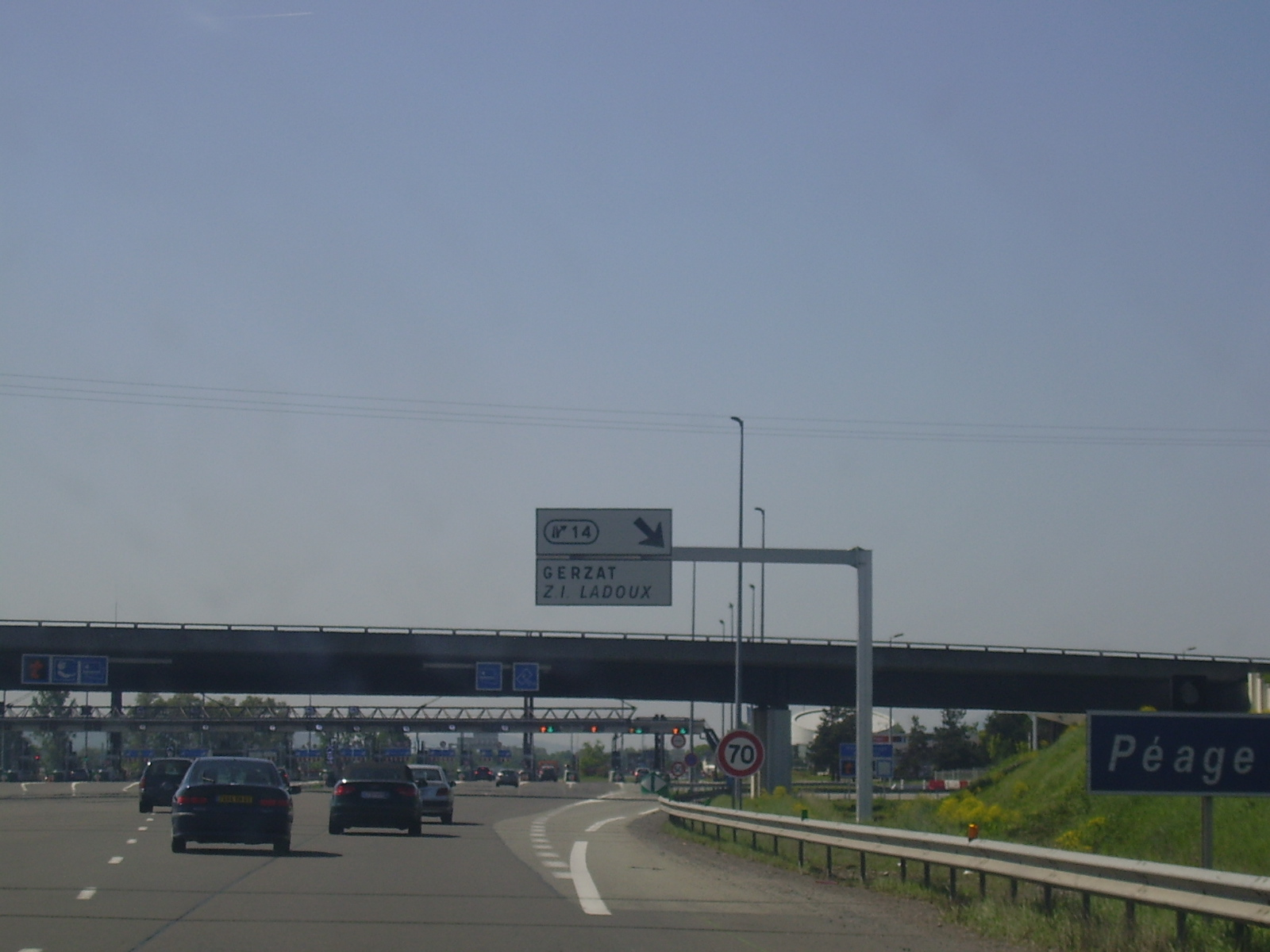
Début de la rocade de Clermont-Ferrand (sortie n°14 et péage de Gerzat en arrière-plan)
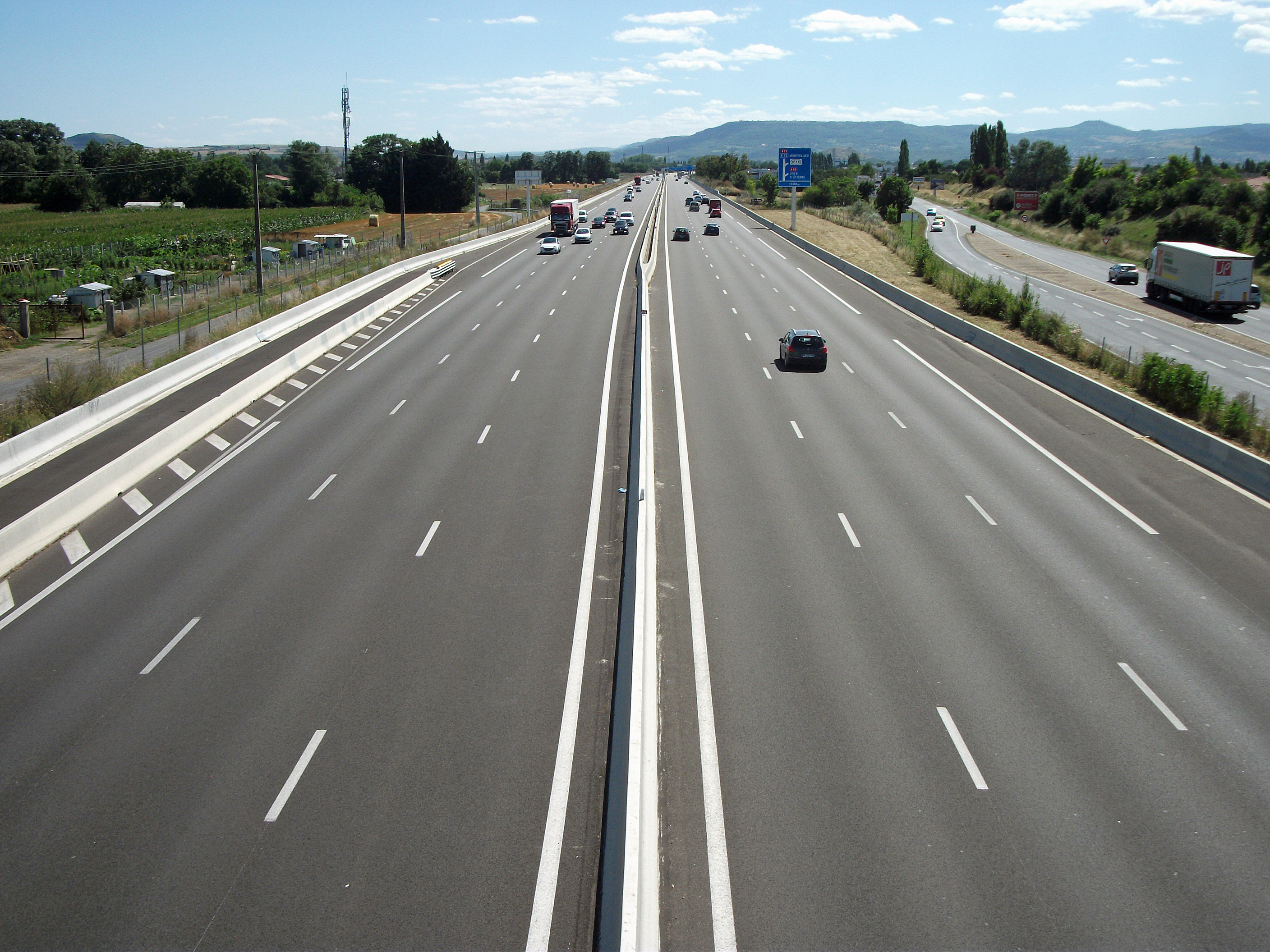
Début de l'autoroute A71 à 2x3 voies au niveau de Gerzat
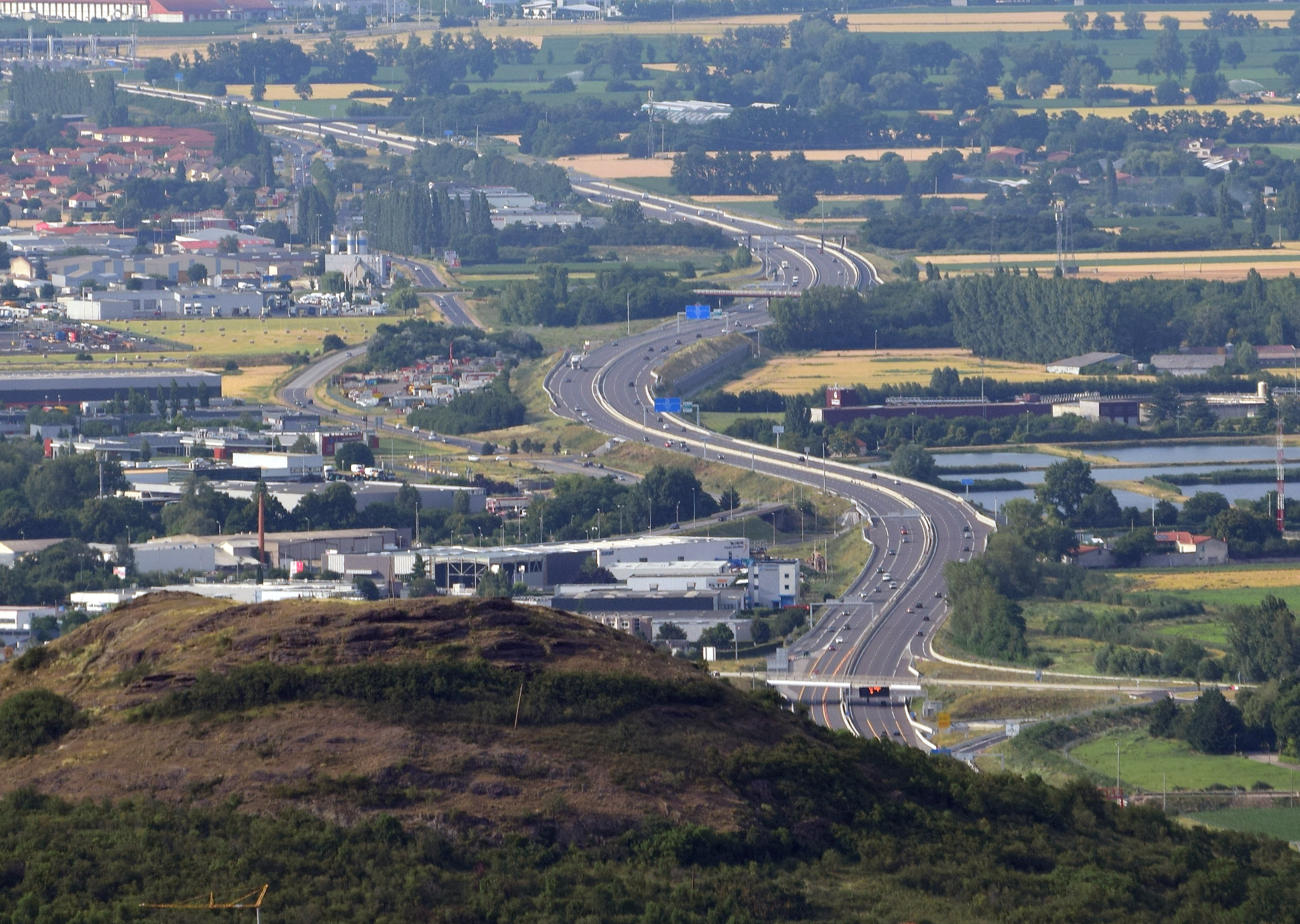
Vue d'ensemble des premiers kilomètres de l'A71 à Clermont-Ferrand
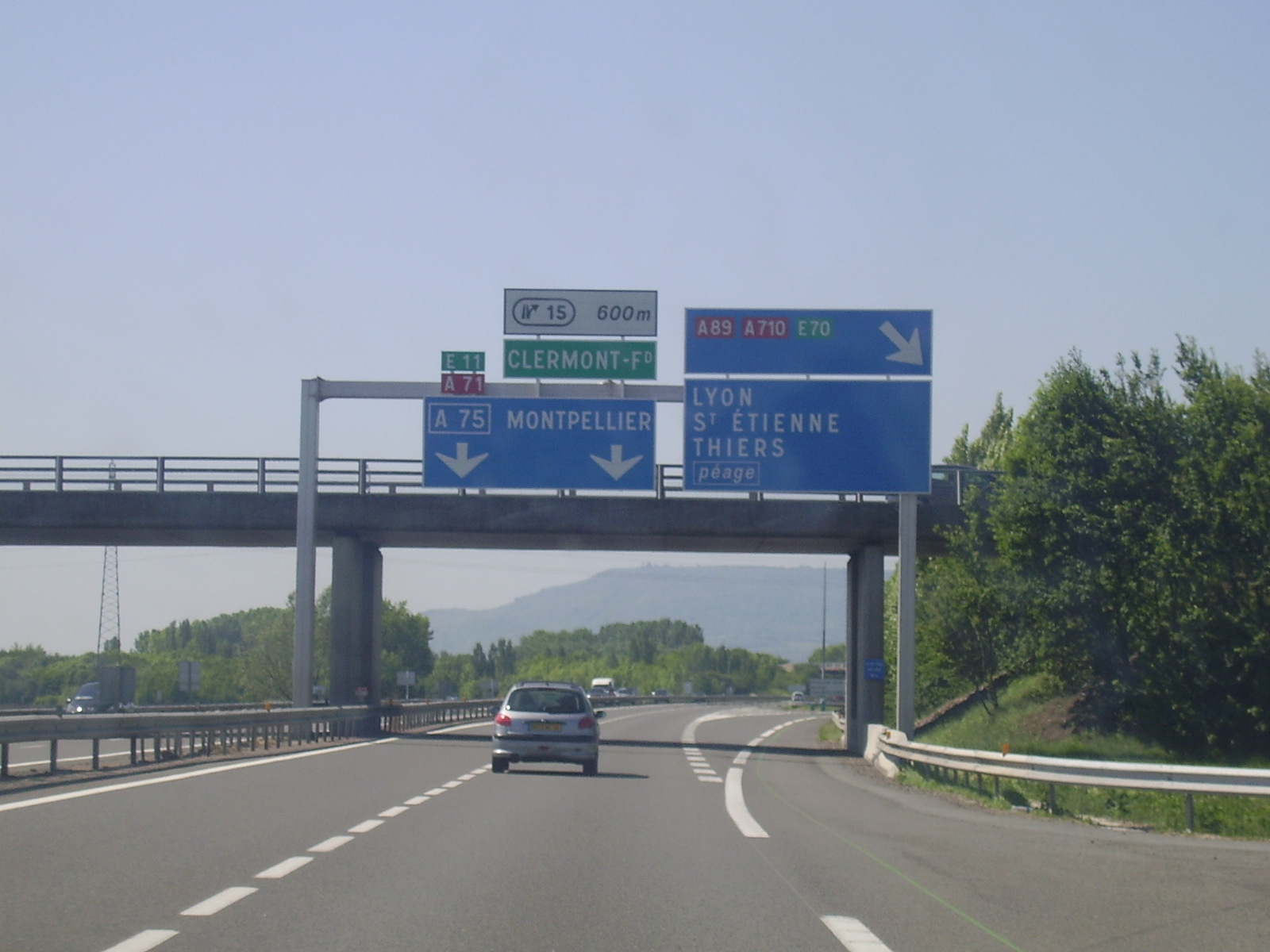
Échangeur entre A71 et A89-Est
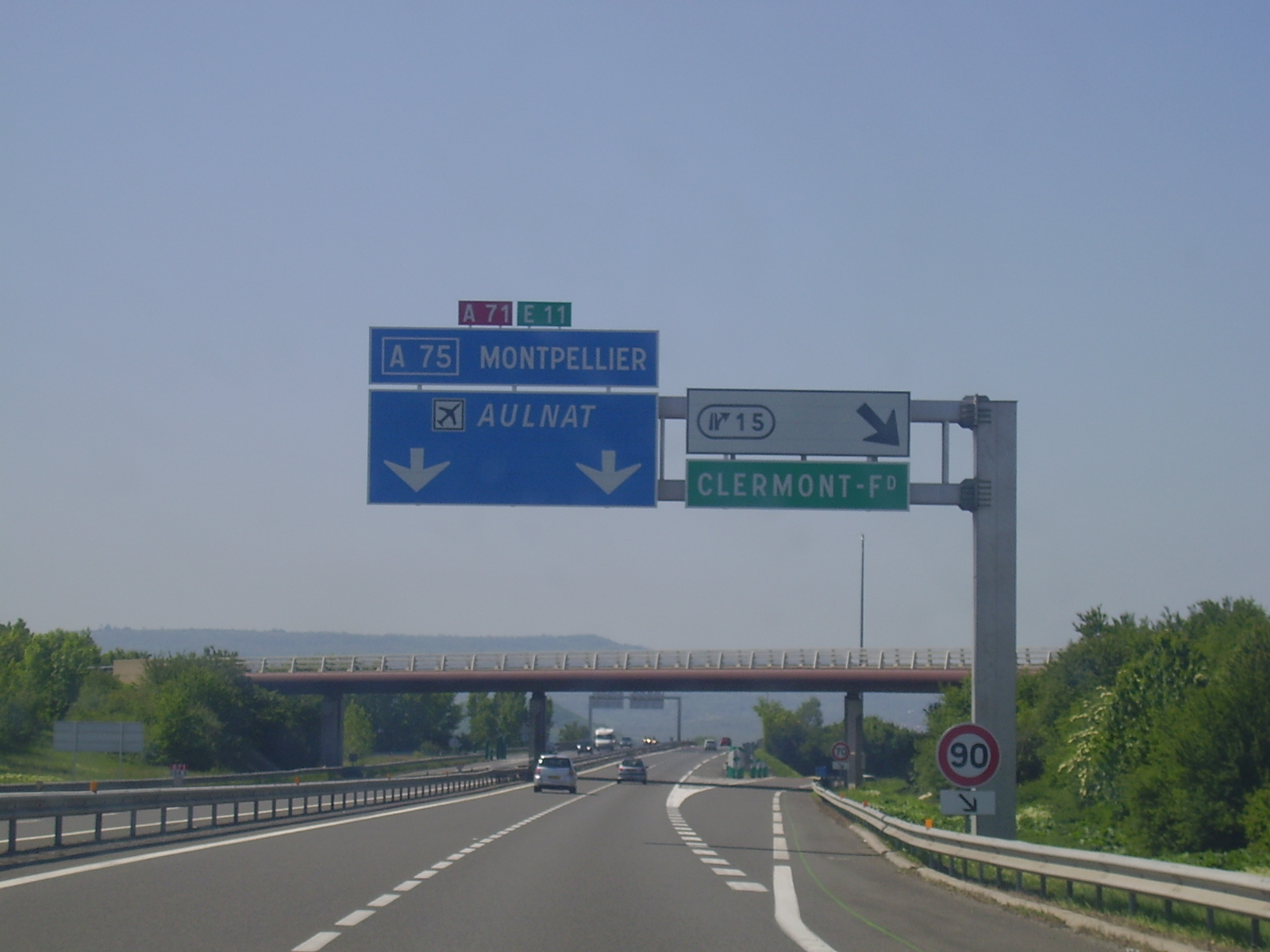
Sortie n°15 de l'A71
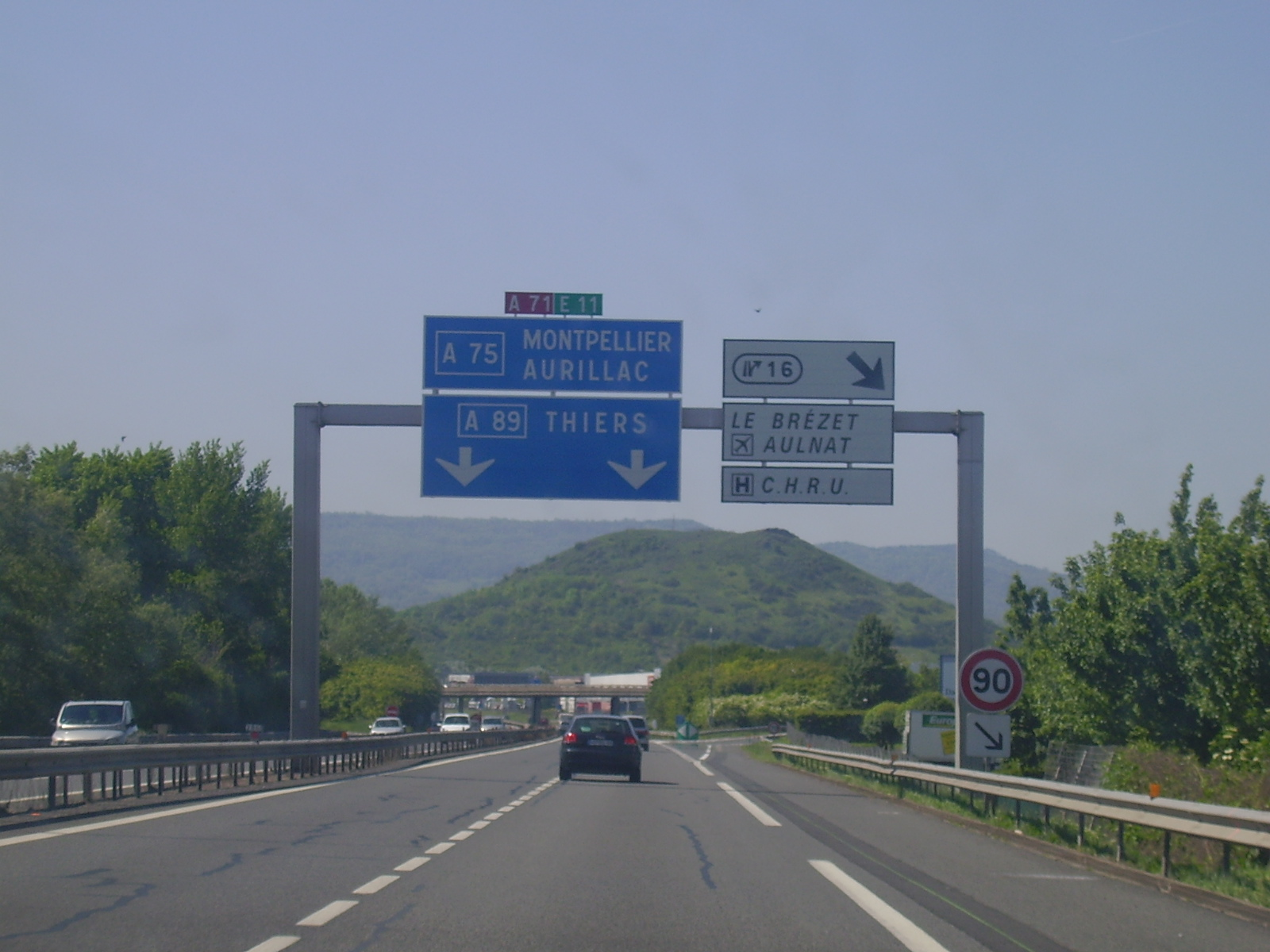
Sortie n°16 de l'A71
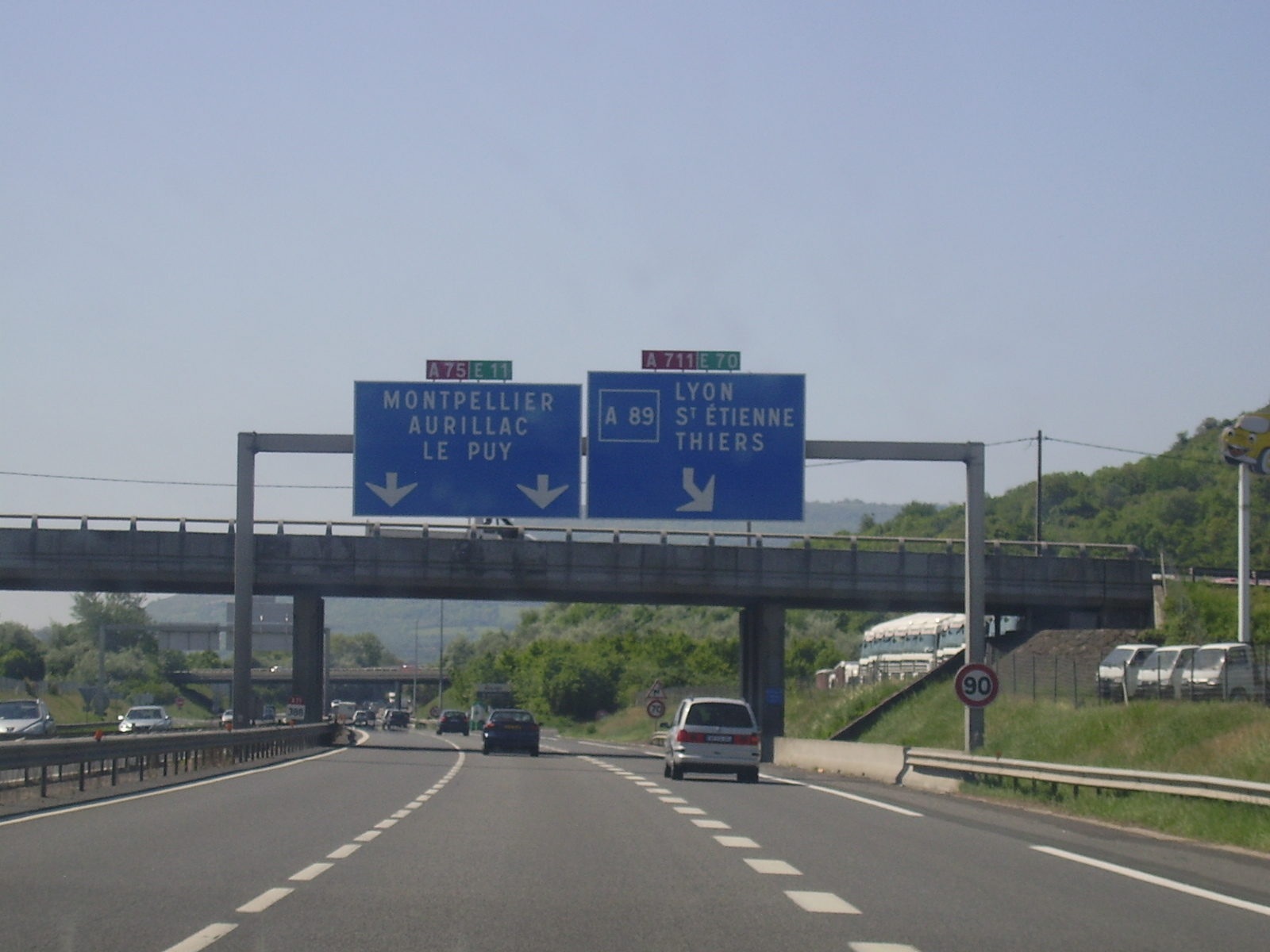
Fin de l'A71
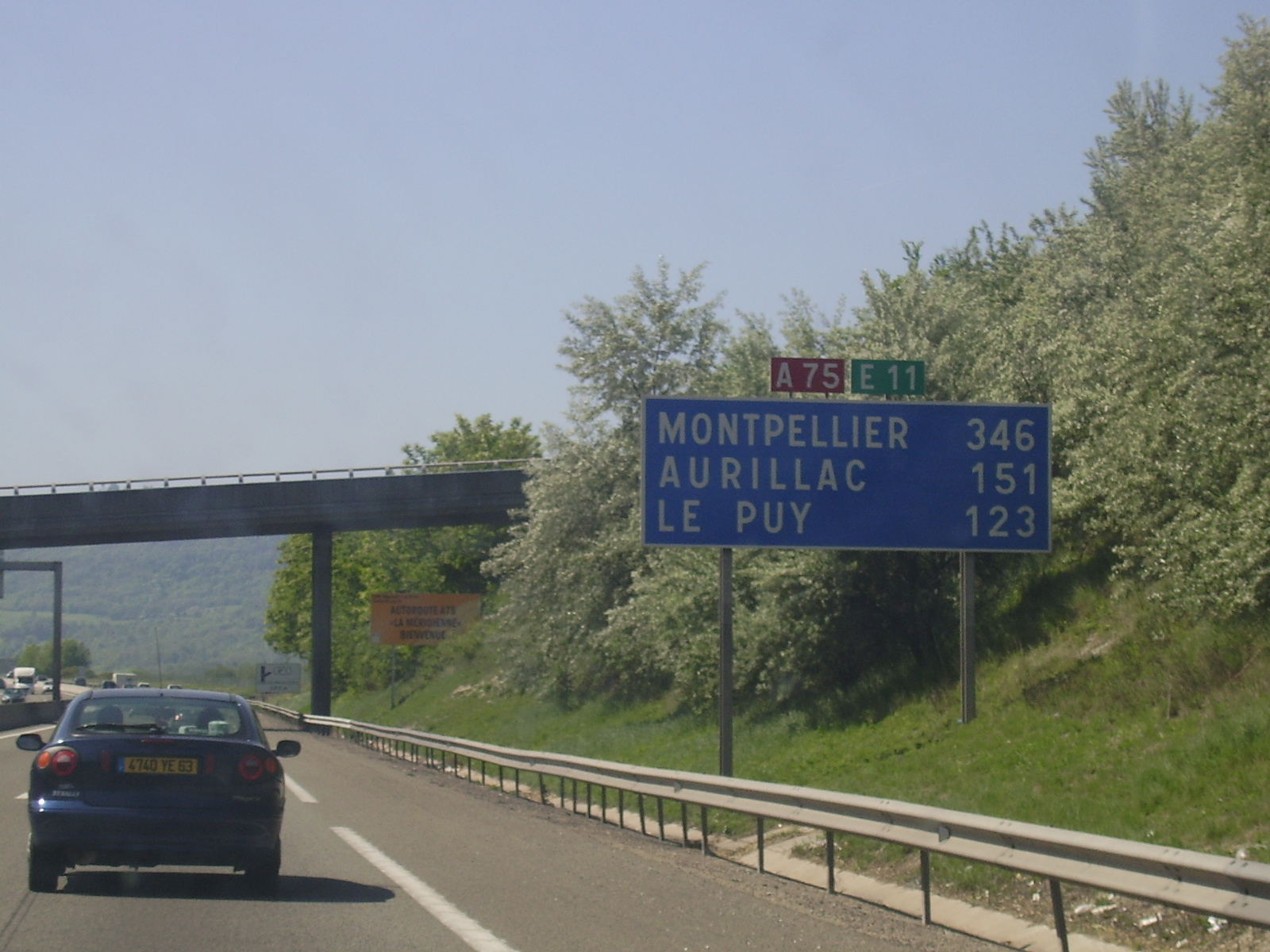
Début de l'A75
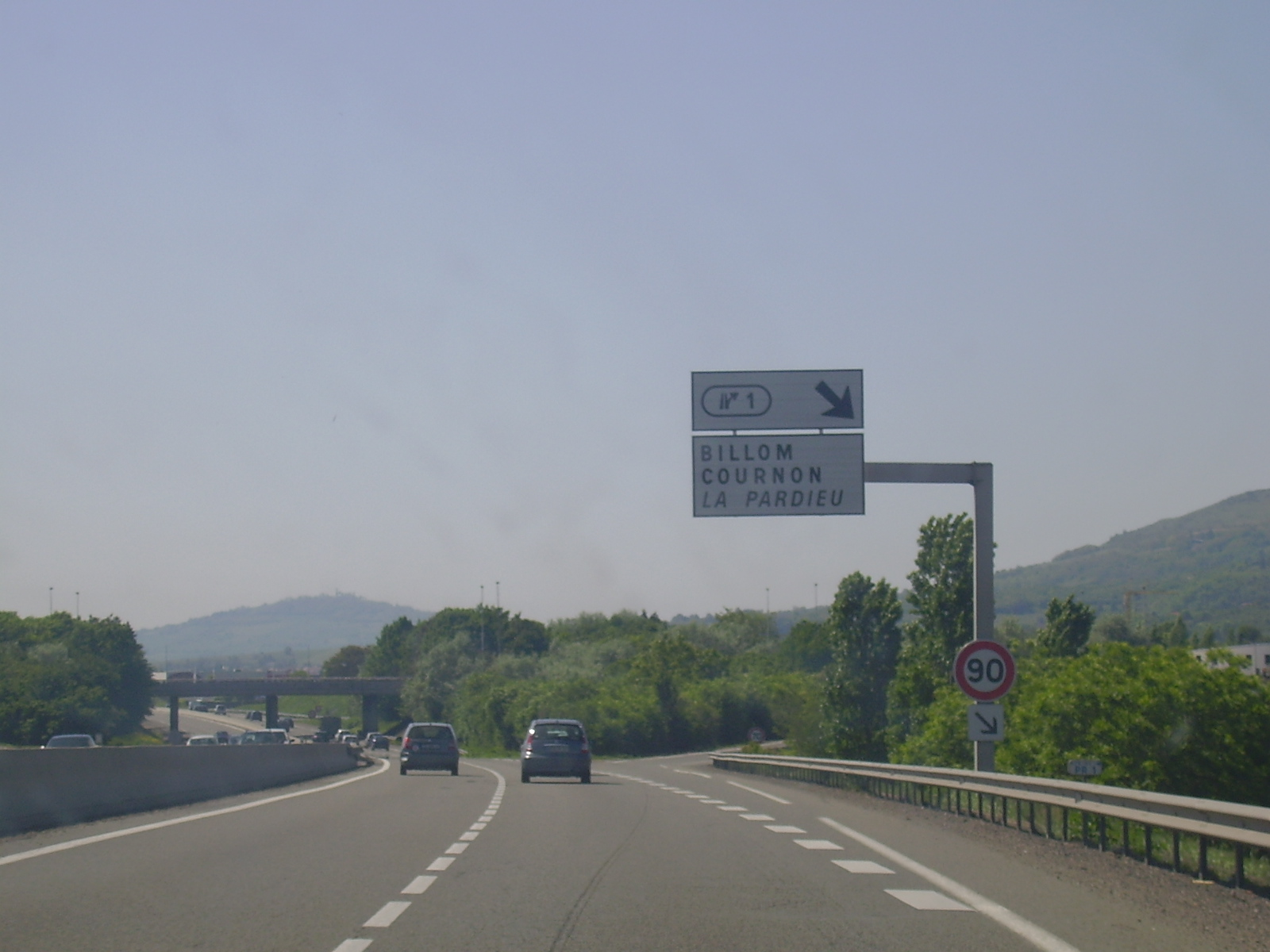
Sortie n°1 de l'A75
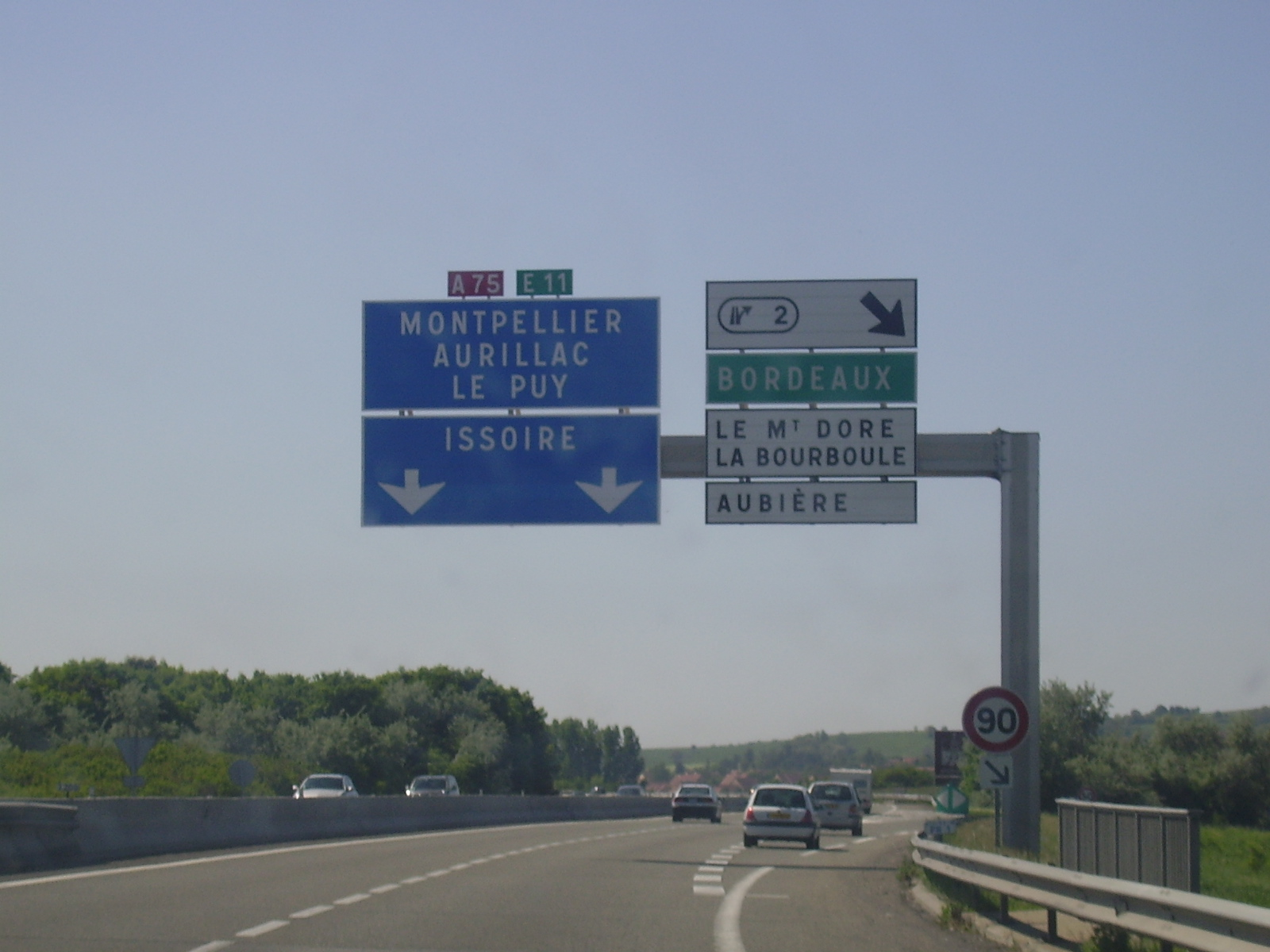
Sortie n°2 (entrée sur l'échangeur de Pérignat-lès-Sarliève)
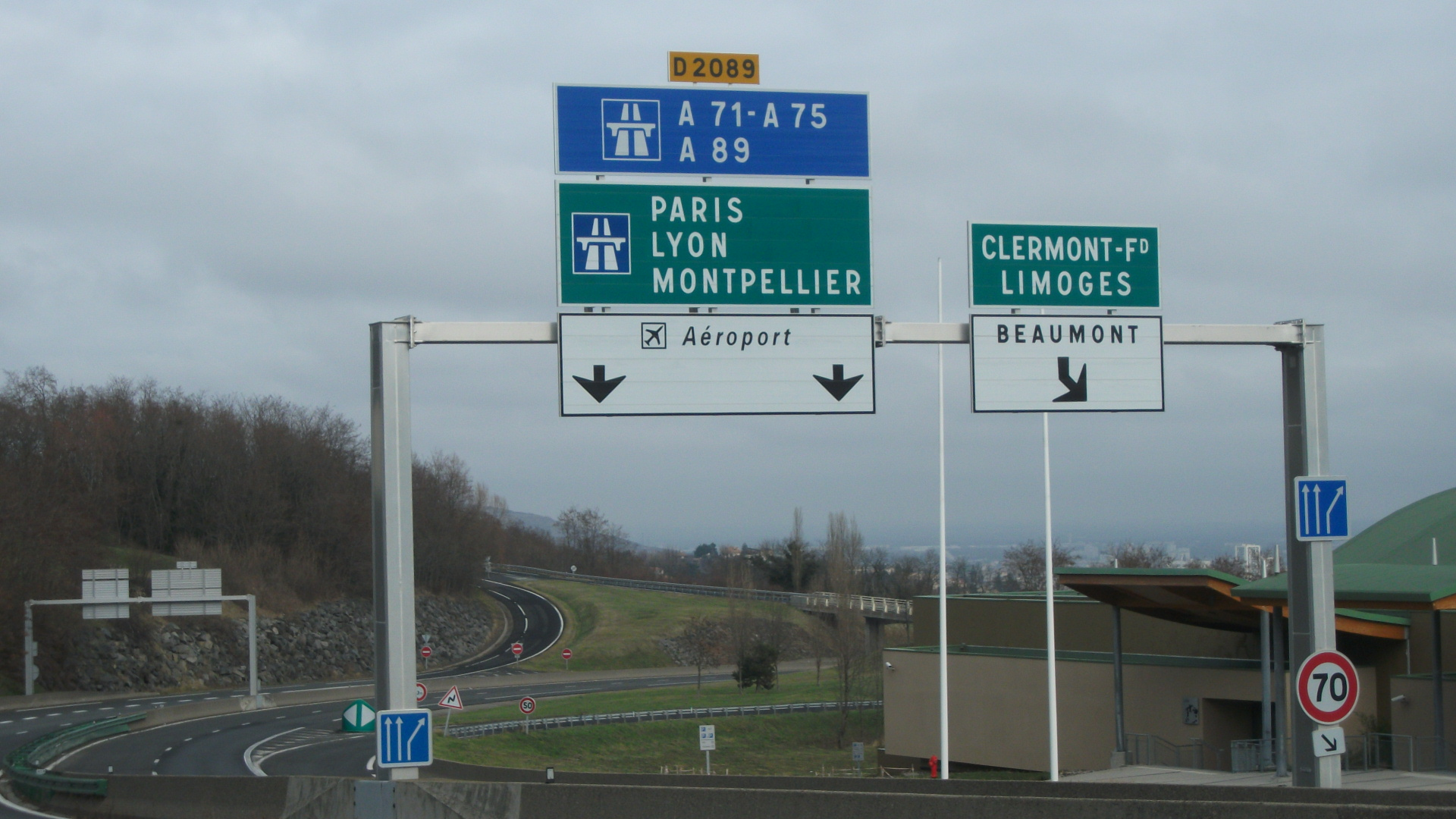
Sortie sur la RD 2089 vers la fin de la rocade Sud au niveau de la commune de Ceyrat (en direction de l'A75)